# Johann Christian von Dürfeld
Johann Christian von Dürfeld (* 9. September 1667 in Halle (Saale); † 29. März 1737 in Magdeburg) war ein geheimer Justiz- wie auch Regierungs- und Konsistorialrat zu Magdeburg.

## Leben
Johann Christian von Dürfeld war der Sohn von Dr. jur. utr. Heinrich Dürfeld (* 15. Juli 1611 in Halle (Saale); † 20. November 1682 ebenda), Hof- und Regierungsrat zu Halle und dessen dritter Ehefrau Juliana Knorren († 1. Juli 1698). Sein Vater schickte ihn schon früh zu Johanns älteren Bruder Johann Heinrich Dürfeld (* 6. Juni 1643; † 1716), dem königlich preußischen Hofrat und Möllenvogt zu Magdeburg. Dort besuchte er die Stadt- und Domschule und wurde von seinem Bruder in der Weltweisheit und Rechtsgelehrsamkeit unterwiesen. Nach dem Tode seines Vaters 1682 studierte er in Helmstedt und war 1694 bei der Gründung der Friedrichs-Universität in Halle (Saale) dabei, wo er im selben Jahr promovierte. Nach einem Abstecher nach Österreich kehrte er zu seinem älteren Bruder zurück, verwaltete mit diesem bis zu dessen Tod 1716 und danach bis 1730 allein das Amt des Möllenvogts. 1717 war er geheimer Justizrat zu Magdeburg unter Freiherr Gustav von Mardefeld und danach Regierungs- und Konsistorialrat.
1722 machte er einen Vorschlag zum Wiederaufbau der zerstörten Sudenburgischen Ambrosius-Kirche beim Fürsten Leopold I. (Anhalt-Dessau), welcher den Vorschlag an den König weitergab. Dieser wurde genehmigt und Johann Christian von Dürfeld zum Geheimrat erklärt. Am 8. Juli 1722 erfolgte für ihn in Berlin durch Friedrich Wilhelm I. von Preußen die Erneuerung und Bestätigung des Adels und Wappens seiner Vorfahren. Er trieb den Kirchenbau voran und gab auch eigene Mittel hinzu, sodass die Kirche am 2ten Advent 1723 eingeweiht werden konnte. Später übertrugen ihm die Landstände des Herzogtums Magdeburg die Aufsicht der königlichen Freitische an der Universität zu Halle.
Er starb am 29. März 1737 in Magdeburg und wurde am 10. April zu Halle begraben.

## Familie
Johann Christian von Dürfeld heiratete 1708 die Anna Sophia Roloff (* 5. Mai 1675 auf Rittergut Parishof-Wendemark; † 27. Juni 1737 in Magdeburg), Tochter von Johann Roloff und N. von Hitzacker. Sie hatten keine Kinder und sind beide in Halle begraben.